# Борнмът
Бо̀рнмът (на английски: Bournemouth) е град в Южна Англия, единна администрация в церемониалното графство Дорсет и историческото графство Хампшър. Основан е през 1810 г. Разположен е на брега на протока Ла Манш в Хампшърския басейн. Населението му е около 164 000 души (2005).

## Спорт
Представителният футболен отбор на града се нарича АФК Борнмът.

## Известни личности
Родени в Борнмът
- Вирджиния Уейд (р. 1945), бивша английска тенисистка
- Лий Кърслейк (р. 1947), барабанист

Починали в Борнмът
- Доналд Бейли (1901 – 1985), инженер
- Едуин Кенан (1861 – 1935), икономист